# Grassmayr harangöntöde
A Grassmayr harangöntöde, hivatalos nevén Grassmayr Glockengießerei GmbH egy több mint 400 éve működő harangöntő üzem, amelynek székhelye Innsbruckban található. Ausztria legrégebbi családi vállalkozását egykor Bartlmä Grassmayr alapította apja Heidenhaus nevű családi gazdaságában, az Oetz településhez tartozó Habichen faluban. A 20. század óta a vállalat a világ egyik legnagyobb gyártója, és mintegy 100 országba szállított harangokat.

## Története
Bartlmä Grassmayr, egy edényöntő család fia, 1599-ben tette le a hagyományos Grassmayr cég alapkövét, amikor a habicheni Heidenhausban megöntötte első harangjait. Valószínűleg ez volt az első harangöntőműhely Tirolban. Apja, Hans Grassmayr 1595. március 29-én vásárolta meg a tumpeni Lärchenhof tanyától a Heidenhausét, és kezdetben a mai főzőedények elődjének számító lábasok öntésére használta, mégpedig a ház mögött „in der alten Stampfen”. Amikor Bartlmä nyolc év utazás után visszatért Habichenbe, 1599-ben öntött először harangot. Az első harangot szülőfaluja, Habichen számára készítette, és büszke volt rá. Vándorlásai során az aacheni harangöntő Joan von Teertől tanulta kia harangöntés művészetét. Ez tette Bartlmä szakmáját hivatássá. „SOLI DEO GLORIA – Minden Isten áldásától függ” – ezek voltak az első szavak vándorkönyvében.
Bartlmä fia, Johann Grassmayr († 1683. április 4.) 1601. május 16-án született, és évekkel később ő folytatta az üzletet. Nagybátyjánál, Jakob Veit Grassmayr műhelyében Feldkirchben harangöntő tanfolyamot végzett, és több évig vándorló harangöntőként széles körű ismereteket szerzett.
Johann Grassmayr 1633-ban freskókkal díszítette a Habicher Heidenhausét. Az épületet a 19. század elejéig folyamatosan harang- és fémöntésre használták. Az Innsbruckba való költözés következtében felhagytak az öntödei tevékenységgel.
A közlekedési rendszerek javulásával az Ötz-völgyi vállalat 1836-ban Innsbruck-Wiltenbe, a Straßfried rezidenciára tette át székhelyét, ahol azóta is működik az öntöde. Grassmayr hamarosan további öntödéket nyitott Feldkirchben és Brixenben. Az öntöde mesterjeleként használt griffet 1692-ben a brixeni püspök adományozta a mestereknek. A brixeni öntöde később az az Osztrák–Magyar Monarchia legnagyobb harangöntő műhelyévé fejlődött, ám az 1919-es saint-germaini békeszerződés és Dél-Tirol elcsatolása után ismét Innsbruck lett a központ.
A kivételesen jó minőségű hangzás eléréséhez az öntödében előállított összes hangnak harmonizálnia kellett egymással. A vállalat azóta piacvezető Ausztriában, és több mint 100 országba szállított harangokat. A legkisebb harang átmérője 4 cm, a legnagyobbé kb. 335 cm. A mai kemencék összesen 37 tonna folyékony harangfém befogadására alkalmasak. A vezetőség a mai napig őrzi az egyes harangbordák szakértelmét és titkát, a tulajdonosról fiúra vagy lányra szállva. Johannes Grassmayr (1963-) már a 14. generáció tagjaként vezeti a vállalkozást.

## Legjelentősebb harangjaik
| Helyszín                                 | Ország   | Harang neve                                 | Öntés éve | Hangmagasság | Átmérő   | Tömeg     | Jellemzők |
| ---------------------------------------- | -------- | ------------------------------------------- | --------- | ------------ | -------- | --------- | --- |
| Bukarest, Nemzet megváltása székesegyház | Románia  | András-harang                               | 2016      | c0           | 335,5 cm | 25 190 kg | Az épülő Nemzet megváltása székesegyház számára 2016 novemberében öntött harang a székesegyház legnagyobb, 3,3 méter magasságú harangja. A kölni dóm Szent Péter-harangját felülmúlva a világ legnagyobb szabadon lengő templomi harangja. Öntése 550 000 euróba került. |
| Tábor-hegy                               | Izrael   | Tábor-harang                                | 2012      | d0           | 287,1 cm | 15 684 kg | A harangot az újonnan kifejlesztett „Grassmayr-Mozart” bordázattal öntötték. A falvastagság 22 cm (vö. Pummerin: 21 tonna, 314 cm átmérő és 23 cm falvastagság). Triesztből hajóval szállították az Adriai-tengeren át Izraelbe. A kolostor kérésére a harangot hajlított járommal és ejtőnyelvvel látták el. |
| Mösern                                   | Ausztria | Friedensglocke des Alpenraumes (újraöntött) | 2023      | f0           | 250,0 cm | 10 450 kg | Az eredeti megrepedt és hibás hangzású harang 2023-as újraöntésével készült, viszont annál nehezebb lett, ám hangmagassága fél hanggal magasabb lett az elődjénél, harangnyelve pedig könnyebb, 303 kg-os lett. A harang szintén a hegytetőn áll, bár előző helyszínétől néhány száz méterrel távolabb. |
| Mösern                                   | Ausztria | Friedensglocke des Alpenraumes (eredeti)    | 1997      | es0          | 254,0 cm | 10 080 kg | Az alpesi országok békéjének és kohéziójának szimbólumaként tartják számon, és az Arbeitsgemeinschaft Alpenländer (ARGE ALP) 25. évfordulója alkalmából öntötték. Mösern település fölött a hegycsúcson szabadon helyezték el. A 10 180 kg-os nettó tömegével (a szerelvényekkel együtt, beleértve az 500 kg-os harangnyelvet, a súlya eléri a 12 000 kg-ot) ez a legnagyobb harang Észak-Tirolban, de nem a legnagyobb toronyban lengő harang. A Grassmayr által annak idején választott bordázat (az úgynevezett Grassmayr-borda, valószínűleg a stuttgarti Kurtz harangöntő-család bordájának módosított formája), az öntőforma hibájából (a forgásszimmetriától való eltérés) adódó osztott részhangok és az atipikus szabadtéri felfüggesztés miatt a harang hangja nagyon kellemetlen, ónos, üvöltő és csilingelő volt. A kampanológusok körében ezért egy szójátékkal a rémálmok békeharangjaként (Alpentraumes) emlegették. Néhány évvel ezelőtt hajszálrepedést fedeztek fel a harang ütközőjénél, mire a harangot mintegy 45°-kal elforgatták, végül pedig újjáöntötték. |

## Fordítás
- Ez a szócikk részben vagy egészben  a   Glockengießerei Grassmayr (Innsbruck) című német Wikipédia-szócikk ezen változatának fordításán alapul.  Az eredeti cikk szerkesztőit annak laptörténete sorolja fel. Ez a jelzés csupán a megfogalmazás eredetét és a szerzői jogokat jelzi, nem szolgál a cikkben szereplő információk forrásmegjelöléseként.